# Carole Feuerman
Carole A. Feuerman (Hartford, 1945) è un'artista statunitense.

## Biografia
Carole Feuerman è una scultrice iper-realista, fra le più note in questo genere. Nel 2004 ha partecipato alla mostra An American Odyssey 1945-1980 insieme ad alcuni fra i più promettenti artisti americani del dopoguerra.

## Carriera
La mostra monografica presso QCC Art Museum intitolata Resin to Bronze Topographies (catalogo con testi critici di John Yau and Donald Kuspit) è stata seguita dall'installazione di uno dei suoi lavori presso la collezione permanente del Grounds for Sculture.
I suoi lavori sono presenti in varie collezioni private, fra cui quelle di Bill e Hillary Clinton, di Henry Kissinger e di Michail Gorbačëv, e in alcuni musei come il Metropolitan Museum of Art di New York, l'Ermitage di San Pietroburgo, il Fort Lauderdale Museum of Art, il Bass Museum, il Boca Raton Museum, e la Forbes Magazine Art Collection.
Nel marzo 2007 ha tenuto il suo secondo workshop al Metropolitan Museum of Art dal titolo La Escultura, La Tecnica, organizzato dalla curatrice del dipartimento educazione del museo, Rosa Tejada. Nel giugno 2007 ha tenuto la mostra monografica By the Sea, curata da John T. Spike, presso InParadiso Gallery (Giardini della Biennale, Castello 1260, Venezia), durante la Biennale di Venezia. Sempre a Venezia, nel settembre 2007 ha partecipato a Open 2007, una mostra di scultura internazionale curata da Paolo de Grandis, in concomitanza con il Festival del Cinema di Venezia.

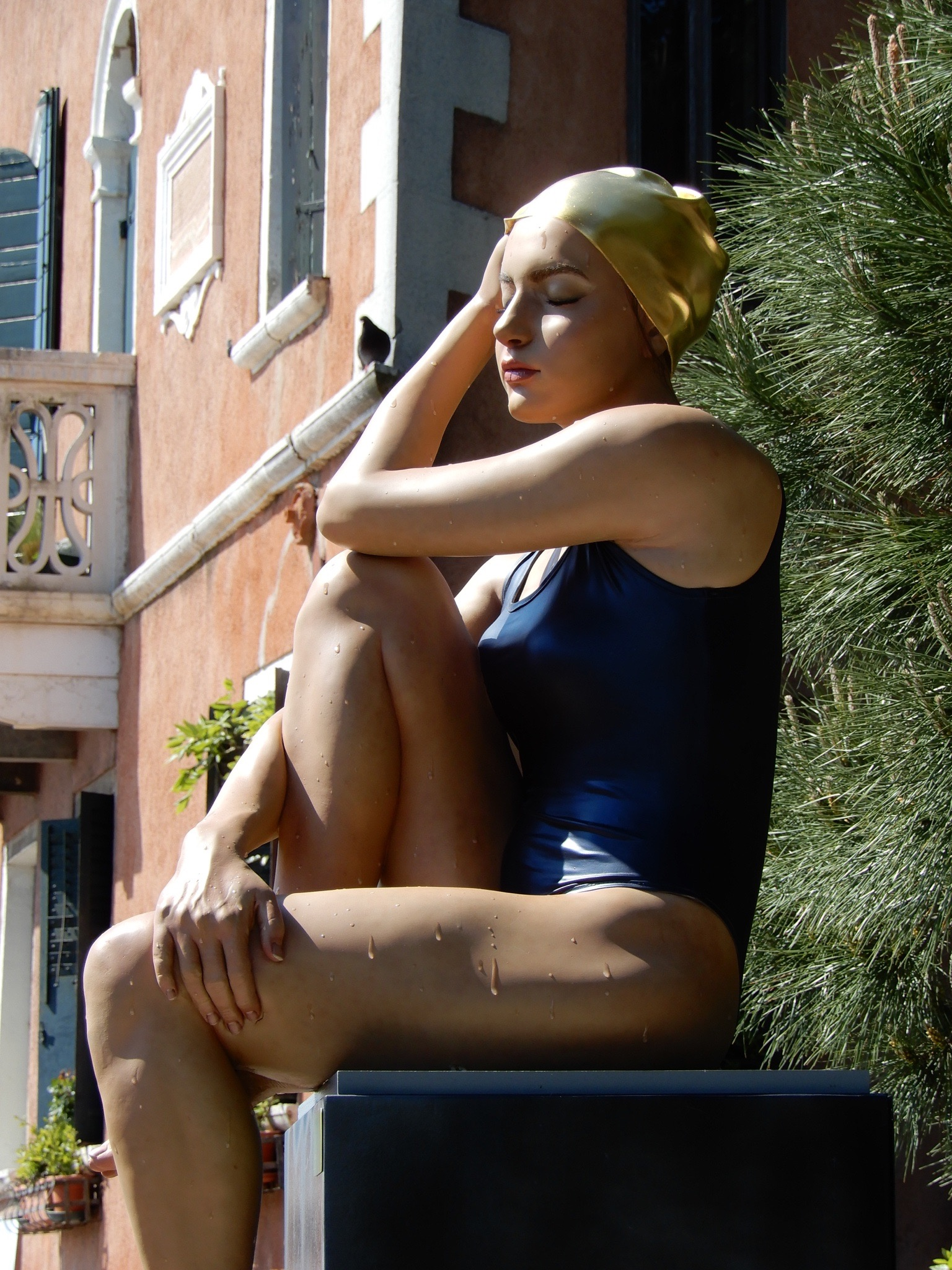
The Midpoint (2017, Biennale di Venezia).

A New York le sue opere possono essere ammirate presso la Galleria Jim Kempner, con la mostra People Places and Things, curata by Dru Arstark, che ha ospitato nel loro cortile interno la monumentale scultura The Survival of Serena. A San Francisco è rappresentata dalla Galleria Scott Richards. La mostra Lust & Desire si è svolta nel 2008 all'Art-st-Urban di Lucerna, a cura di Peter Frank e del direttore Gertrude Kohler-Aeschlimann (catalogo con testi critici di Stephen C. Foster e Peter Frank).
In Italia e a Londra è rappresentata dalla Galleria Moretti, dove alcuni dei suoi bronzi più rappresentativi sono stati esposti presso la sede inglese. Dal novembre 2008 fino a febbraio 2009 si è svolta una mostra retrospettiva itinerante all'Amarillo Art Museum del Texas, a cura di Graziella Marchicelli. Nell'ottobre 2009 Gloria, uno dei suoi primi dipinti degli anni '80, ha fatto parte di un gruppo di mostre itineranti al San Antonio Museum of Art intitolata Psychedelic – Optical Visionary Art since the 60's.
La scultura Grande Catalina è stata selezionata per la pubblicazione nel libro di Antony Mason e John T. Spike A History of Western Art nella sezione chiamata New Media: New York Directions. La sua scultura Scuba è stata battuta in asta il 2 aprile 2008 presso Sotheby's di New York.

## Selezione di mostre monografiche
- 2012
  - New York City Department of Parks and Recreation, New York, NY, Public Installation from May through August
  - Frederik Meijer Gardens & Sculpture Park, Body Double: The Figure in Contemporary Sculpture, Grand Rapids, MI
- 2011
  - Aria Art Gallery, “Carole A. Feuerman: hyperbodies”, Florence, Italy, One Person Show
  - DNAXX, “Carole A. Feuerman – Sculpture”, Florence, Italy, One Person Show
  - New Jersey City University, Visual Art Gallery, AFTERWARDS and FORWARD: A ten-year 9/11 reflective, Jersey City, NJ
  - Galerie Hübner & Hübner, “Carole Feuerman: Skulpturen”, Frankfurt, Germany, One Person Show
- 2010
  - Elaine Baker Gallery, “Carole A. Feuerman: H20”, Boca Raton, FL, One Person Show
  - El Paso Museum of Art, “Earth, Water, Air, Fire”, curated by Christian Gerstheimer, El Paso, TX, Museum Retrospective
  - Galerie Klose, “More Than Reality”, Essen, Germany, One Person Show
  - Kunstmuseum Ahlen, “Intimacy! Bathing in Art,” Ahlen, Germany
  - Sculpturesite Gallery, “CAROLE A. FEUERMAN: Reality Check”, San Francisco, CA, One Person Show
- 2009
  - Palazzo Strozzi, “Art and Illusions: Masterpieces of Trompe-l'oeil from Antiquity to the Present,” Florence, Italy
  - Roman Theatre, Fiesole, “Carole Feuerman: Maxima”, Florence, Italy, One Person Show, Museum Retrospective
  - Art-st-Urban, lucerne Switzerland, East meets West, Group Show, Basel Art Fair, June 2009, Svizzera
  - Amarillo Museum of Art, TX, USA, Museum Retrospective
  - Jim Kempner Fine Arts, New York City, Sept. - Oct. 2009, One Person Show
- 2008
  - Carole A. Feuerman. La Scultura Incontra la Realtà, Galleria Moretti, Firenze
  - Carole A. Feuerman, Moretti Fine Art Ltd, London, Regno Unito
  -  Beijing Biennale, First Prize Winner, Pechino, Cina
  - Olympic Fine Arts, Beijing Summer Olympics, China and traveling until 2010
  - OPEN 11, Venice, Lido, Aug. - Sept. 2009
  - Art-St-Urban, "Lust & Desire" through 2009, Lucerna, Svizzera
- 2007
  - Carole A. Feuerman, Scott Richards Contemporary Art, San Francisco, NY
  - Between Realities, Centro Cultural Borges, Buenos Aires, ARG
- 2005
  - Carole A. Feuerman. Retrospective, Queensborough Community College Museum, CUNY, Bayside, NY, Museum Retrospective
- 2004
  - Columbia Basin College, Esvelt Gallery, Pasco, WA
- 2001
  - Carole A. Feuerman: Presences, The Durst Organization, Lobby Gallery, New York, NY
- 2000
  - From Studio to Foundry: Three Decades of Sculptures by Carole A. Feuerman, Southern Alleghenies Museum of Art, Loretto, PA, Museum Retrospective
- 1987
  - Carole A. Feuerman Sculpture 1981-1986, The Queens Museum, Flushing, NY, Museum Retrospective
- 1982
  - O.K. Harris West, Scottsdale, AZ
  - Art 10 '79 Basel Art Fair, MJS International, Basilea, Svizzera